# CM-1008
La CM-1008 o carretera de la Vega (coloquialmente llamada carretera de la Patata) es una carretera autonómica de segundo orden de la provincia de Guadalajara (España) que transcurre entre Azuqueca de Henares y Fontanar. Pertenece a la Red de Carreteras de la Junta de Comunidades de Castilla-La Mancha. Gran parte de su trazado se construyó ampliando el antiguo camino asfaltado que unía Fontanar y Alovera por Marchamalo y Cabanillas del Campo.
Es una carretera convencional de una sola calzada con un carril por sentido. Atraviesa las localidades de Fontanar, Marchamalo, Cabanillas del Campo, Alovera y Azuqueca de Henares.
Su construcción ha sido realizada en cuatro tramos:
- Cabanillas-Marchamalo, abierto en 2001 sobre el recorrido anterior de la carretera de la Patata: 3,2 km con 1.300.000 € de inversión.
- Marchamalo-Fontanar, abierto en 2008 sobre el recorrido anterior de la carretera de la Patata: 5 km con 2.800.000 € de inversión.
- Cabanillas-Alovera, abierto en 2008 en parte sobre el recorrido anterior de la carretera de la Patata: 8 km con 9.000.000 € de inversión.
- Alovera-Azuqueca de 7,3 km, más 1,8 km del ramal de conexión con la GU-108 (Azuqueca-Villanueva de la Torre), abierto en 2011 con una inversión total de 26.700.000 €.

Además se encuentran en proyecto de ejecución la variante de Fontanar de 7,6 km y una inversión prevista de 12.200.000 €.